# 克羅皮夫尼茨凱 (頓內茨克州)
克罗皮夫尼茨凱（羅馬化：Kropyvnytske）是乌克兰東部顿涅茨克州沃爾諾瓦哈區赫利博达里夫卡市镇的村庄。

## 人口
据2001年烏克蘭人口普查，該村人口280人，當中175人母語為烏克蘭語（62.5%），而其餘105人母語為俄語（37.5%）。

## 外部鏈接
- 天气 的存檔，存档日期2016-08-28.